# Swayambhunath
Swayambhunath (devnagari : स्वयम्भूनाथ स्तुप, de vegades romanitzat Swoyambhunath) és un antic complex religiós situat a l'alt d'un pujol a la Vall de Katmandú, a l'oest de la ciutat de Katmandú. Al costat d'altres construccions de la vall, van ser triades com a Patrimoni de la Humanitat de la UNESCO l'any 1979.

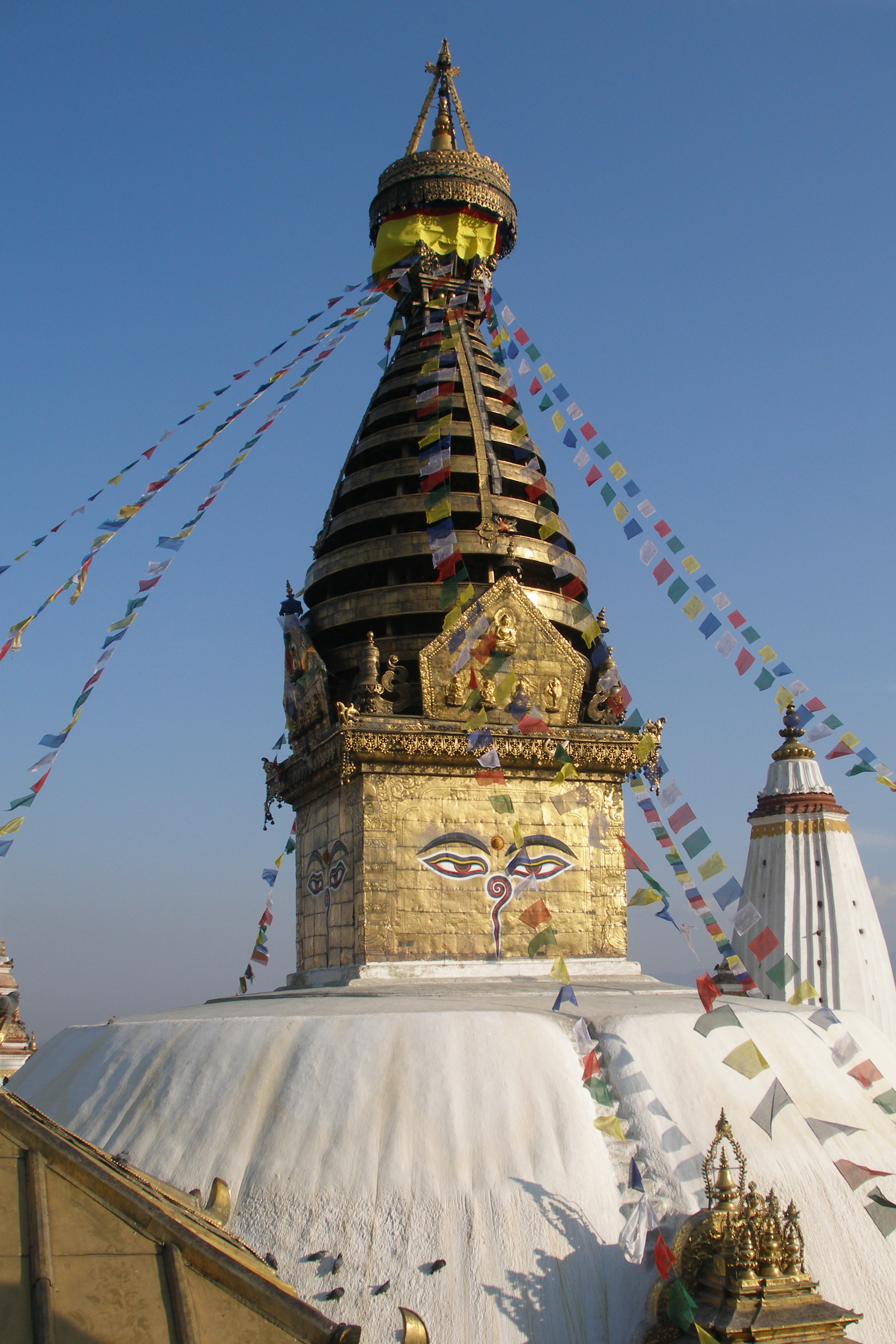
La stupa de Swayambhunath

També és conegut com el temple dels micos, ja que hi ha micos que viuen en a la zona nord-oest del temple. El nom tibetà per al lloc significa "Arbres sublims" (wylie : Phags.pa Shing.kun), per les varietats d'arbres que es troben en el pujol. No obstant això, Shing.kun pot ser una corrupció del nom que els locals newari donen al complex, Singgu, que significa "auto-nascut". Per als budistes newars en la seva història mitològica i mite d'origen, així com la pràctica religiosa del dia a dia, Swayambhunath ocupa una posició central, és probablement el més sagrat d'entre els llocs de peregrinació budista. Per als tibetans i seguidors del budisme tibetà, en segon lloc solament es troba Boudhanath.
El complex Swayambhunath està format per una stupa, una varietat de santuaris i temples, alguns que daten del període de Licchavi. Un monestir tibetà, el museu i la biblioteca són les addicions més recents. La stupa té els ulls de Buda i les celles pintades. Entre ells, el número «u» (en escriptura devanagari) està pintat en forma d'un nas. També hi ha tendes, restaurants i hostals. El lloc té dos punts d'accés: una llarga escala, amb 365 graons, que condueixen directament a la plataforma principal del temple, que és des del cim del pujol a l'est, i una carretera de cotxes al voltant del pujol, del sud a l'entrada sud-oest. La primera vista en arribar a la part superior de l'escala és el Vajra. Tsultrim Allione descriu l'experiència:
| « | Estàvem sense alè i suant per les escales escarpades i pràcticament va caure en topar-nos, als últims esglaons, amb la vajra més gran vist mai (perns ceptre-tro) que he vist mai. Darrere d'aquesta vajra, tota la vasta cúpula blanca de la stupa, com una faldilla sòlida, i en la seva part superior hi havia dos ulls gegants de Buda sàviament mirant a la tranquil·la vall que tot just començava a cobrar vida. | » |

Gran part de la iconografia de Swayambhunath prové de la tradició Vajrayana del budisme Newar. No obstant, el complex és també un lloc important per als budistes de moltes escoles, i també és venerat pels hindús.

## Mitologia

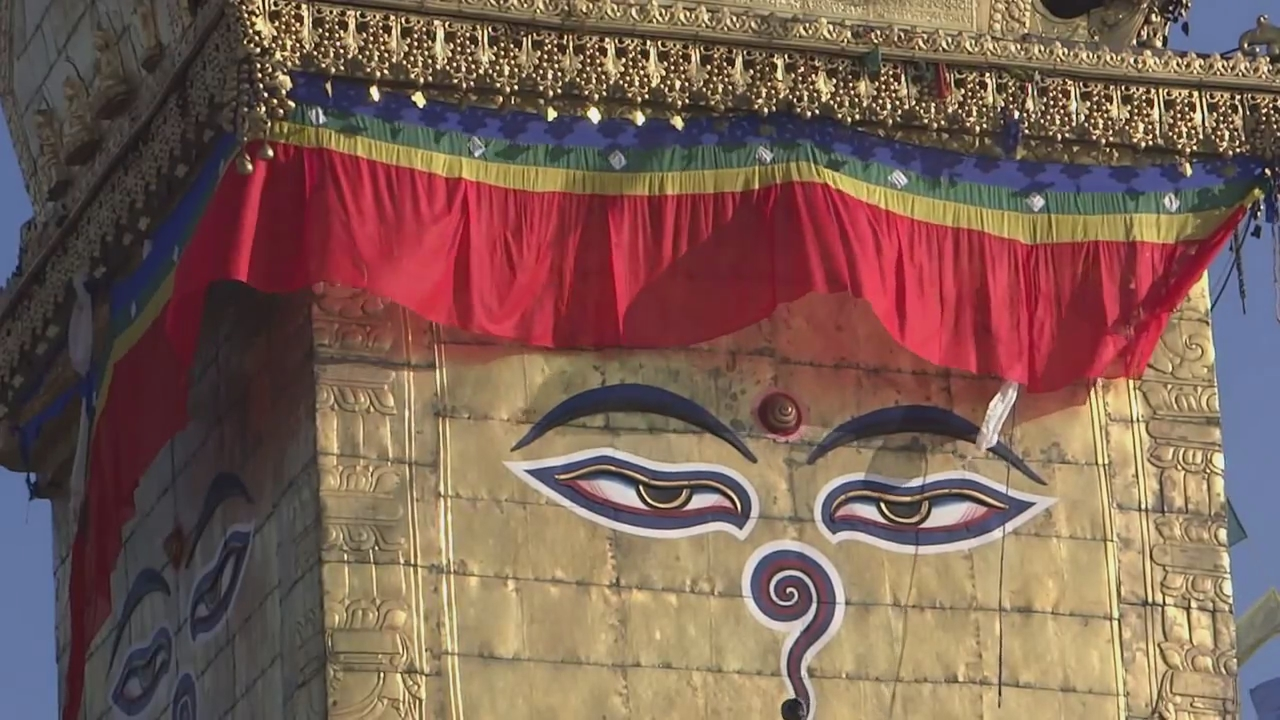
«Els ulls de Buda»

Segons Swayambhu Purana, tota la vall estava plena, d'una vegada, amb un enorme llac, del que va créixer un lotus. La vall va arribar a ser coneguda com a Swayambhu, que significa "auto-creació." El nom prové d'una auto-existent flama eterna (svyaṃbhu) sobre la qual més tard va ser construïda la stupa.

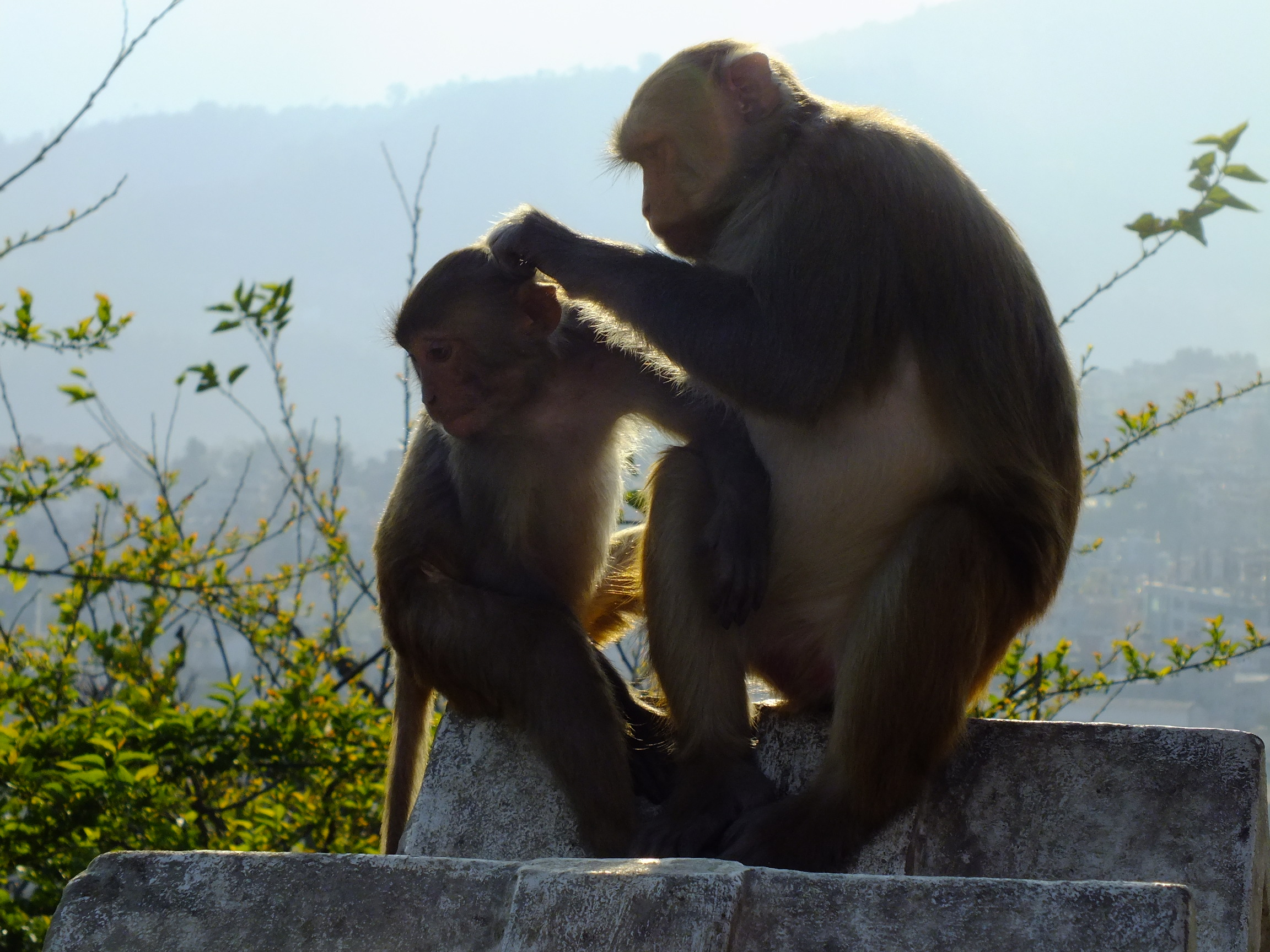
Micos a Swayambhunath

Swayambhunath és també conegut com el temple dels micos, ja que hi ha micos sagrats que viuen en parts del temple. Són sants perquè Manjushree, el bodhisattva de la saviesa i l'aprenentatge estava aixecant el pujol on es troba el Temple de Swayambhunath. Se suposava que havia de portar el cabell curt però se'l va deixar créixer i els polls del cap també van créixer. Es diu que els polls del cap s'havien transformat en aquests micos.
El Bodhisatva Manjushri va tenir una visió de la flor de lotus a Swayambhu i va viatjar a l'indret per adorar-la. En veure que la vall podia ser una bona solució, ja que el lloc era més accessible als pelegrins, Manjushri va tallar un gorg a Chóvar. L'aigua drenada del llac, va deixar a la vall de Kàtmandu on ara es troba. El lotus es va transformar en un pujol i la flor es va convertir en la estupa Swayambhunath.

## Història
Swayambhunath, és un dels llocs religiosos més antics del Nepal. D'acord amb el Gopālarājavaṃśāvalī Swayambhunath va ser fundada pel besavi del rei Mānadeva (464-505 dC), el rei Vṛsadeva, a l'inici del segle cinquè. Sembla ser confirmat per una inscripció en pedra que es troba danyada en el lloc, que indica que el rei Mānadeva va ordenar la tasca, realitzada el 640 dC.
No obstant això, l'emperador Aixoka es diu que va visitar el lloc el segle iii aC i va construir un temple en el turó que va ser destruït posteriorment.
Encara que el lloc es considera budista, a més és venerat per hindús. Nombrosos seguidors i reis hindús se sap que han pagat el seu tribut al temple, incloent Pratap Malla, el poderós rei de Kàtmandu, que és responsable de la construcció de l'escala oriental el segle xvii.

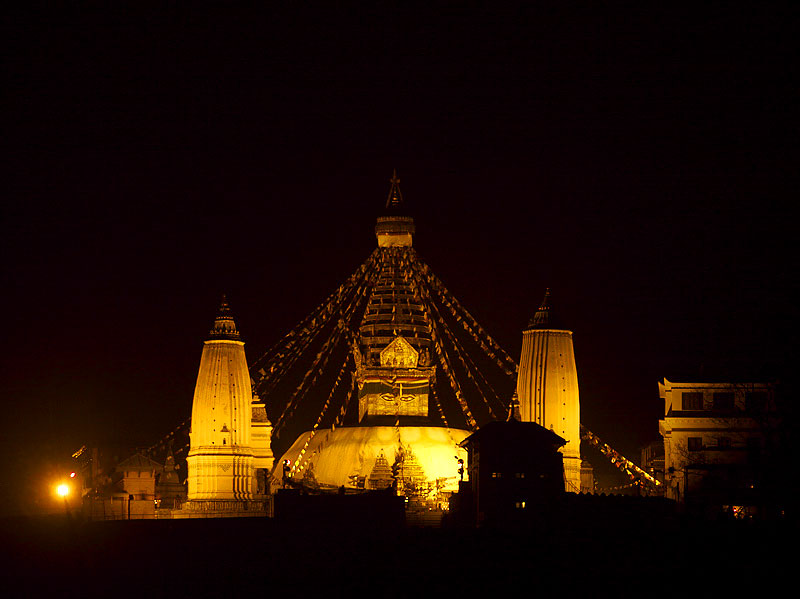
Vista de Swayambhunath de nit, il·luminada

La stupa va ser completament renovada el maig de 2010, la primera renovació important en 90 anys i la 15 en els gairebé 1500 anys des que va ser construïda. La cúpula va ser re-daurada amb 20 kg d'or. L'actualització va ser finançada pel Centre Tibetà Nyingma de Meditació de Califòrnia, i va començar al juny de 2008.
El temple Pratapur de la zona del complex Swayambhu del patrimoni mundial de la Vall de Katmandú, va patir danys per caiguda d'un llamp el 14 de febrer de 2011, durant una tempesta sobtada i, de nou fou danyat l'abril de 2015 per un terratrèmol.

## Arquitectura
La stupa està formada per una cúpula a la base. Per sobre de la cúpula, hi ha una estructura cúbica amb els ulls de Buda mirant en les quatre direccions i amb la paraula «unitat» en el principal dialecte de Nepal. Hi ha diversos Toran de forma pentagonal presents per sobre de cadascun dels quatre costats, amb estàtues gravades en ells. Darrere i per sobre de la Torana hi ha tretze nivells. Per sobre de tots els nivells, hi ha un petit espai i per sobre d'ell es troba la Gajur.

## Swayambhu Purana
Swayambhu Purana (devanagari: स्वयम्भू पूराण) és una escriptura budista sobre l'origen i desenvolupament de la vall de Katmandú. Dona detall de tots els Budes que van arribar a Katmandú i també proporciona informació sobre el primer i segon Budes en el budisme.

## Galeria

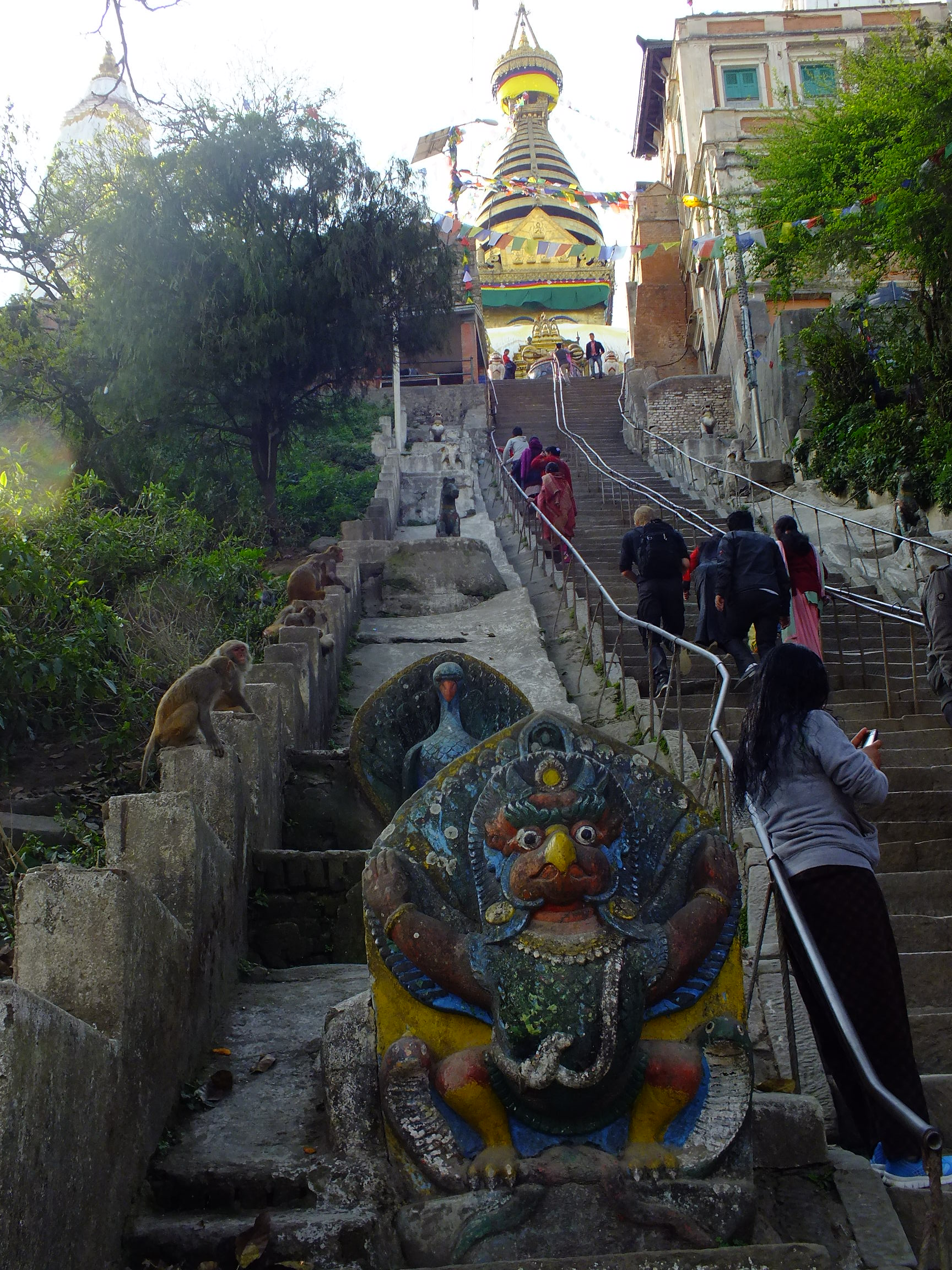
Escales a Swayambhunath
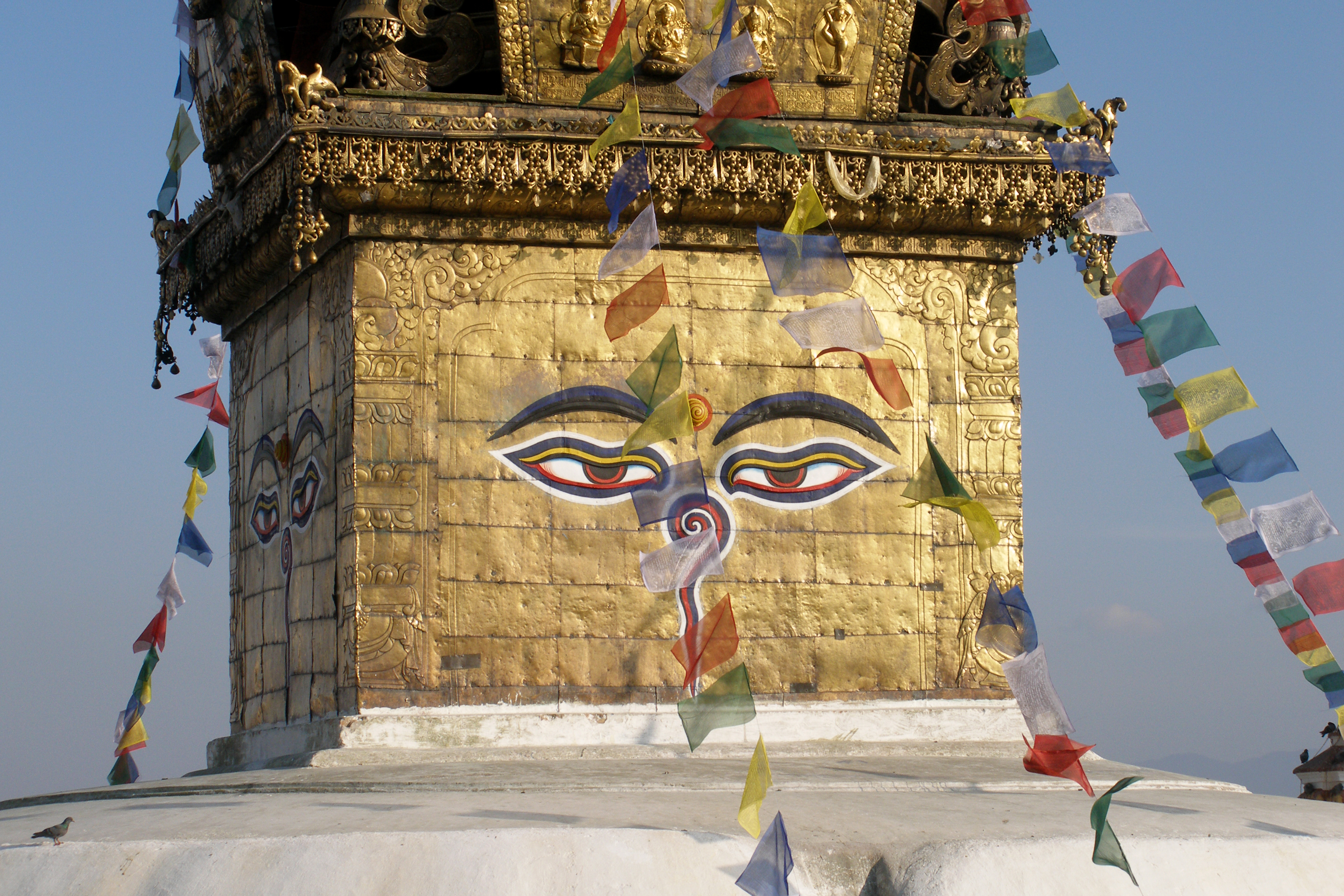
Ull de Buda a la stupa
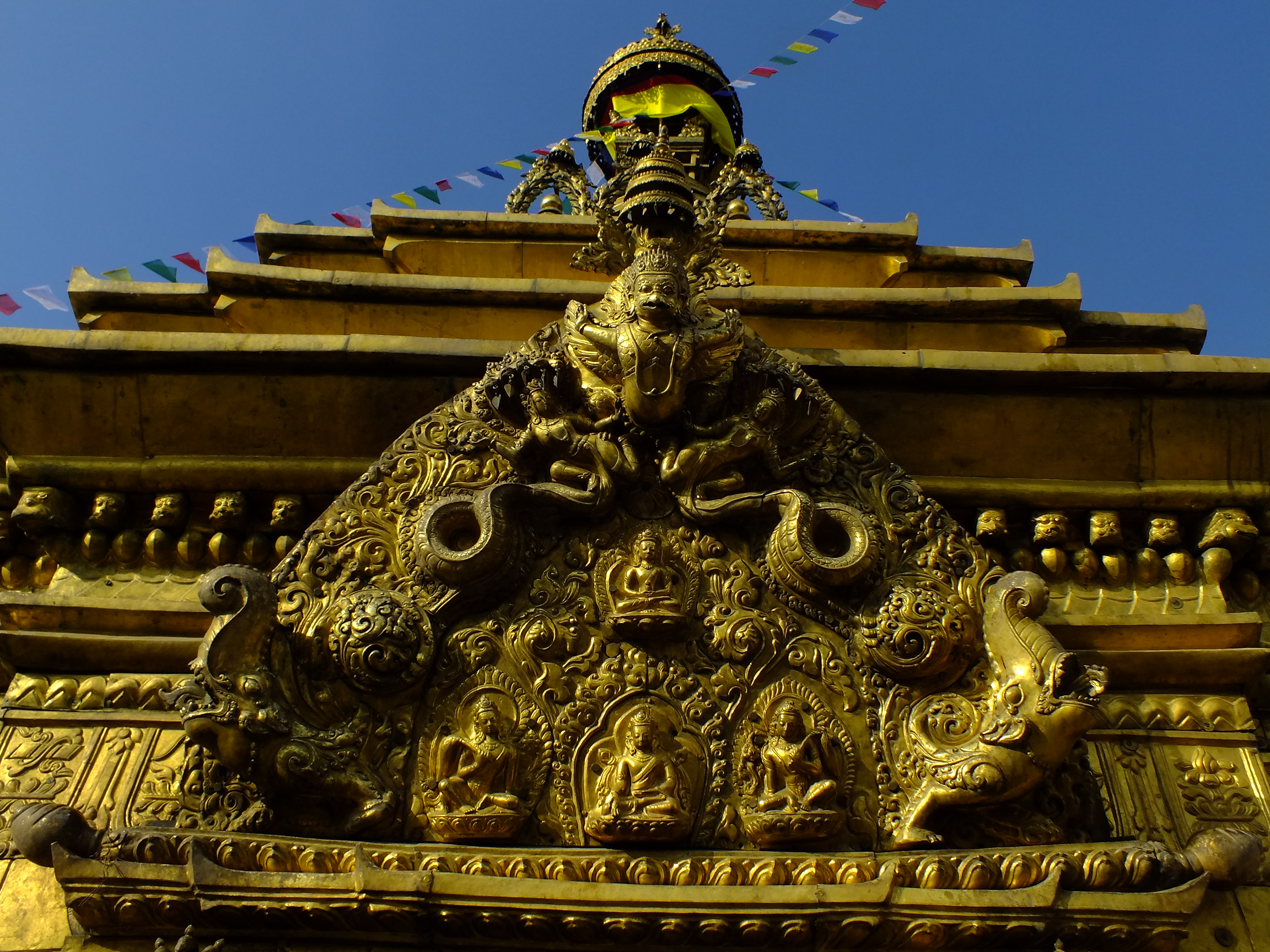
Stupa
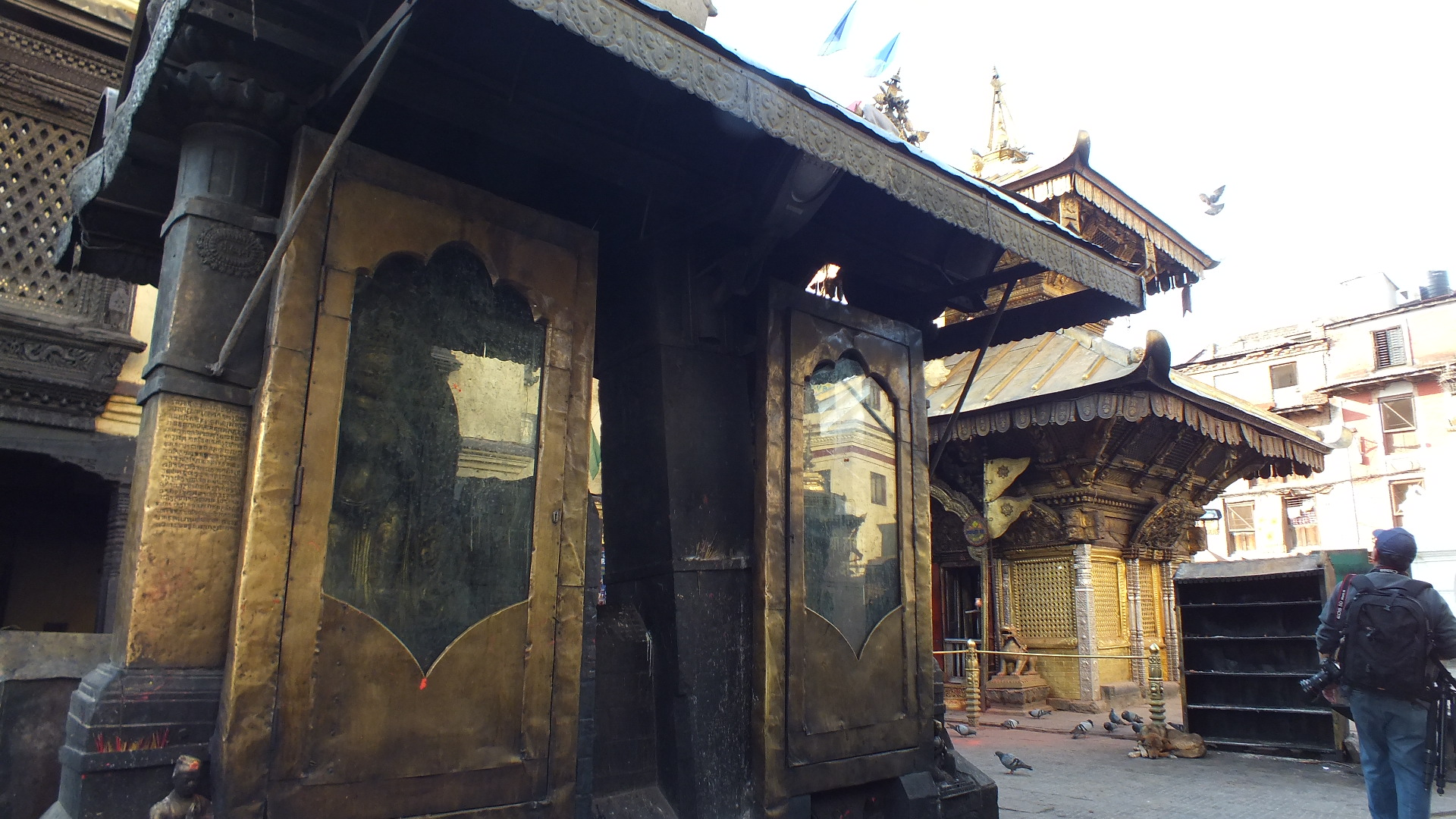
Temple Ajima
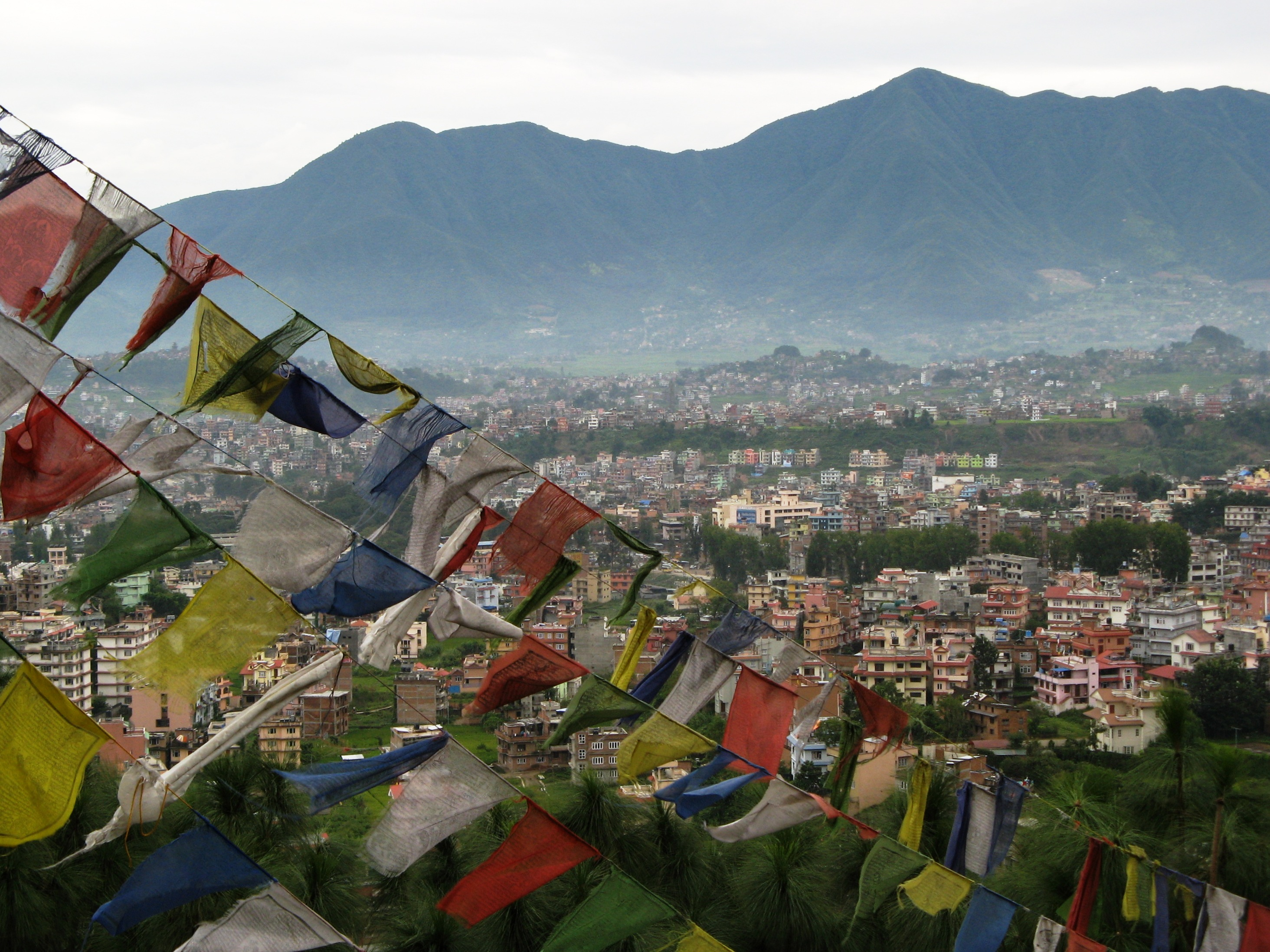
Vista de Katmandú des de Swaymbhunath
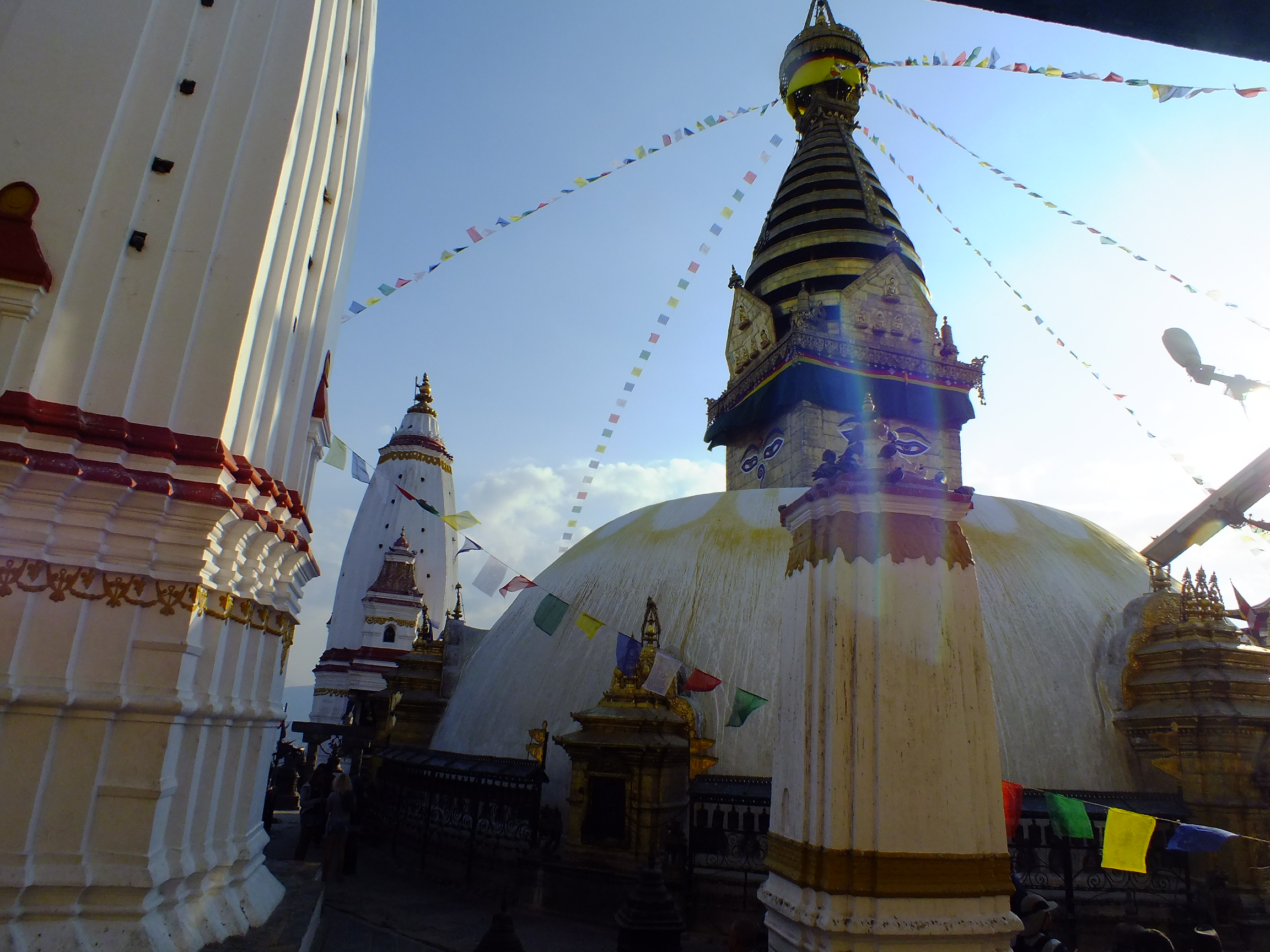
Stupa
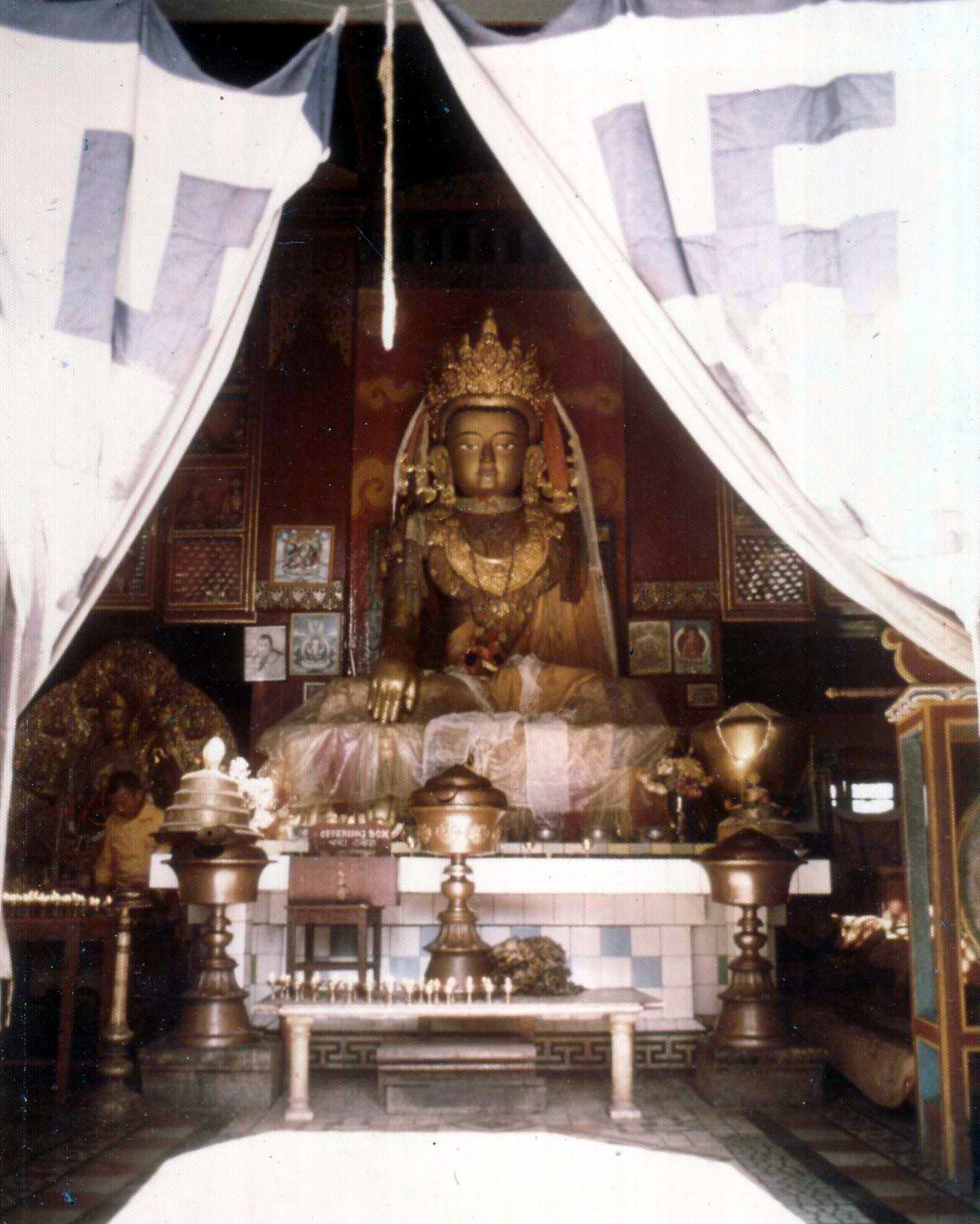
Gompa budista
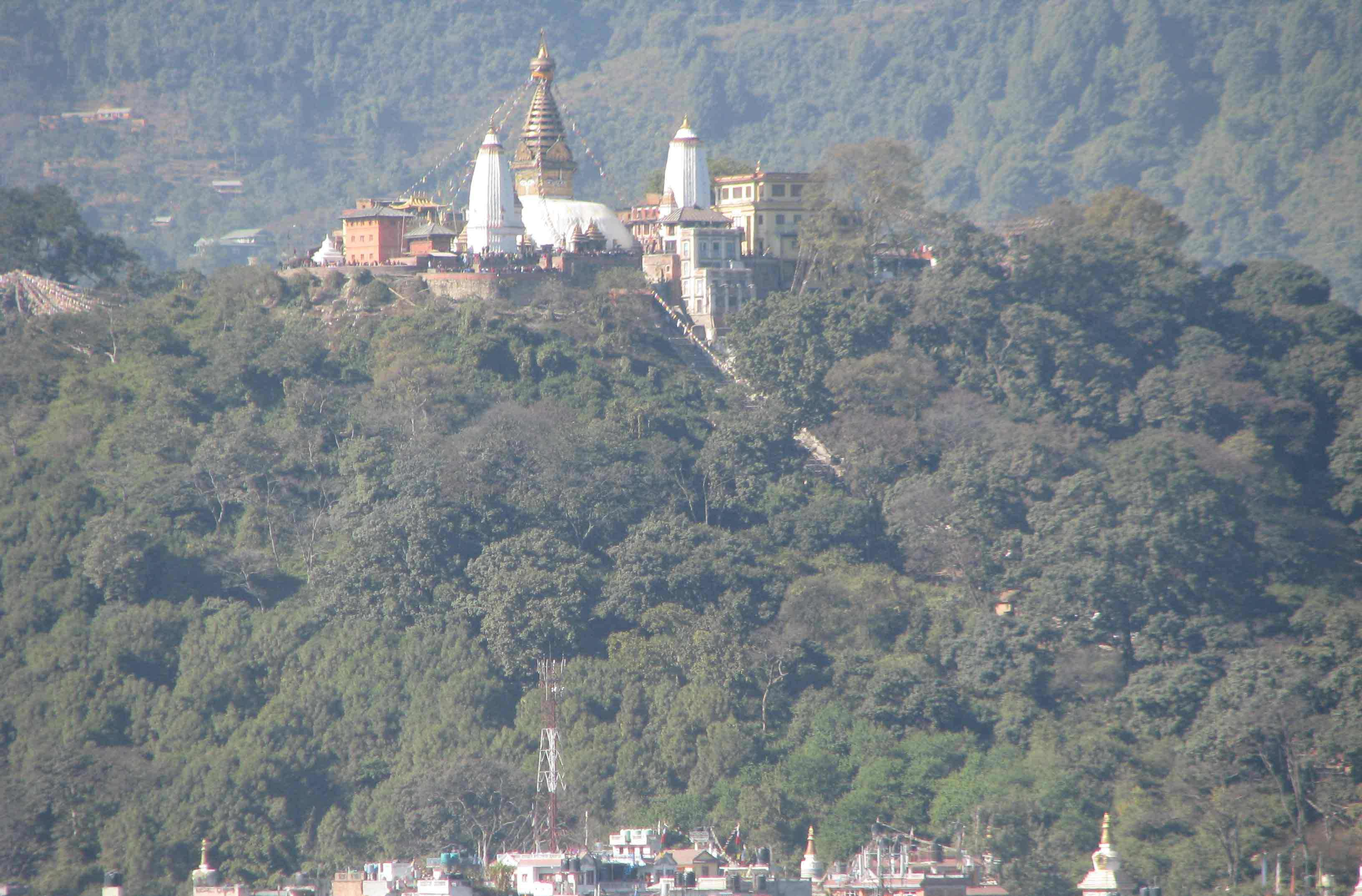
Vista general
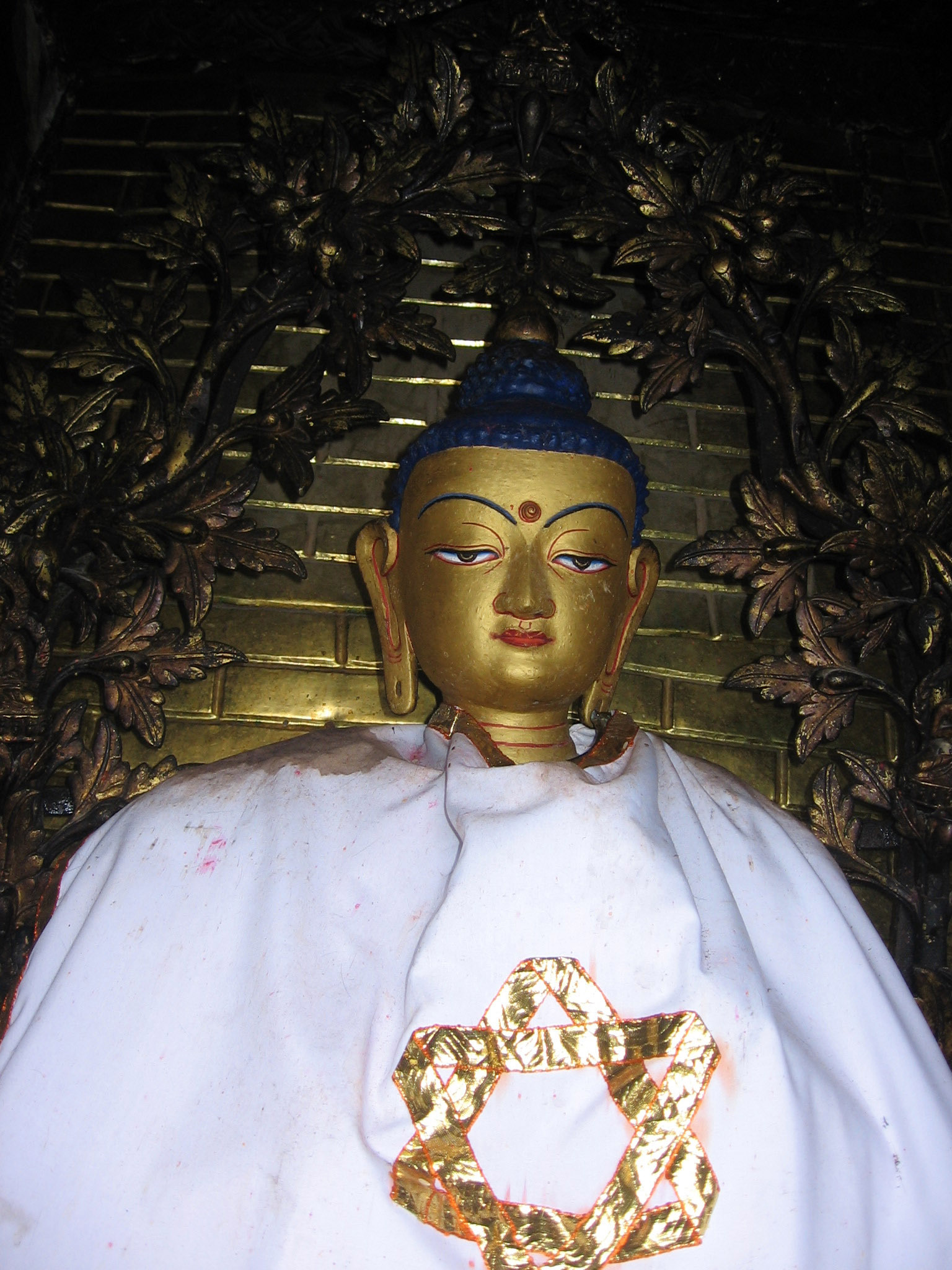
Estàtua
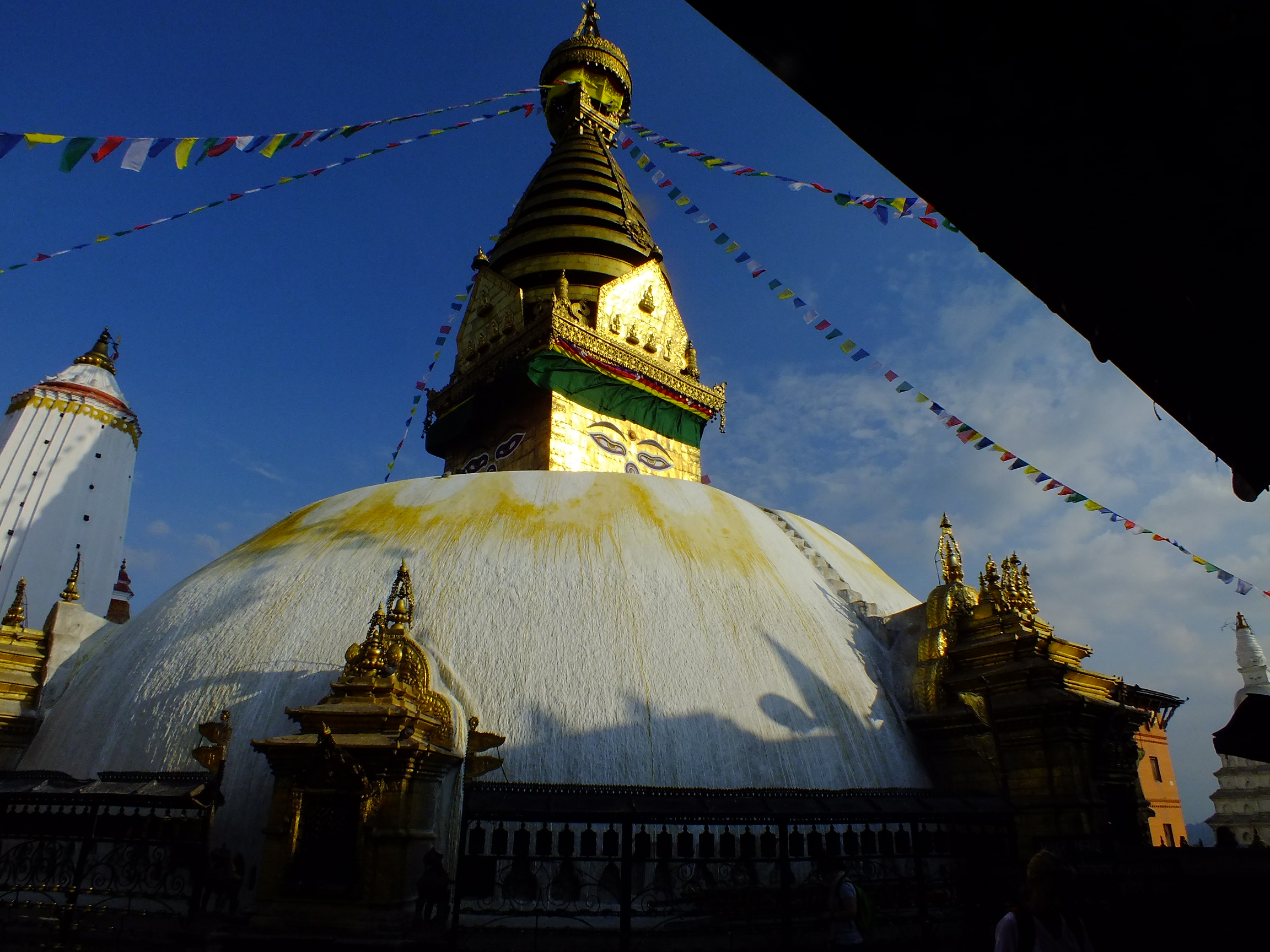
Stupa
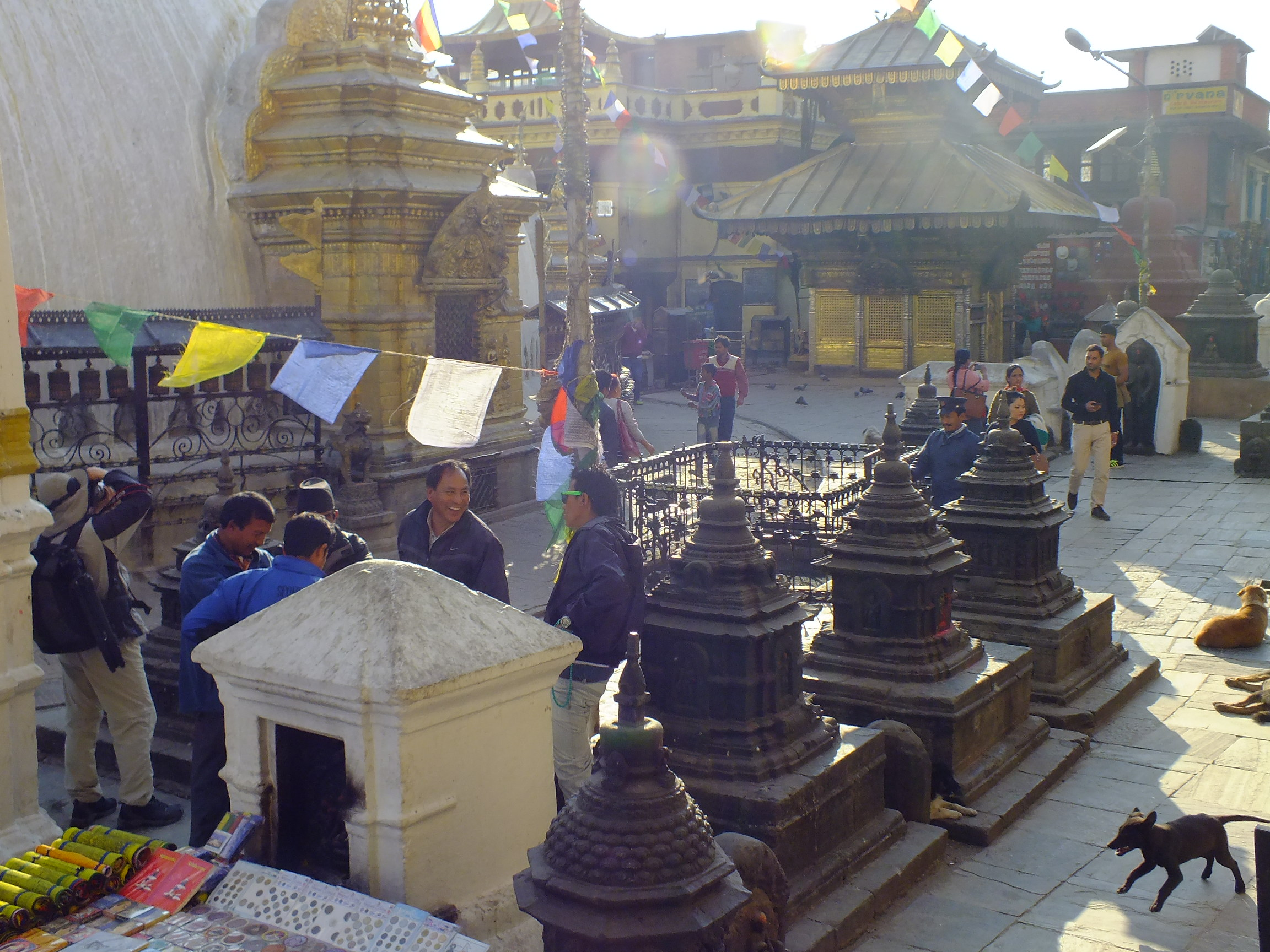
Swayambhunath
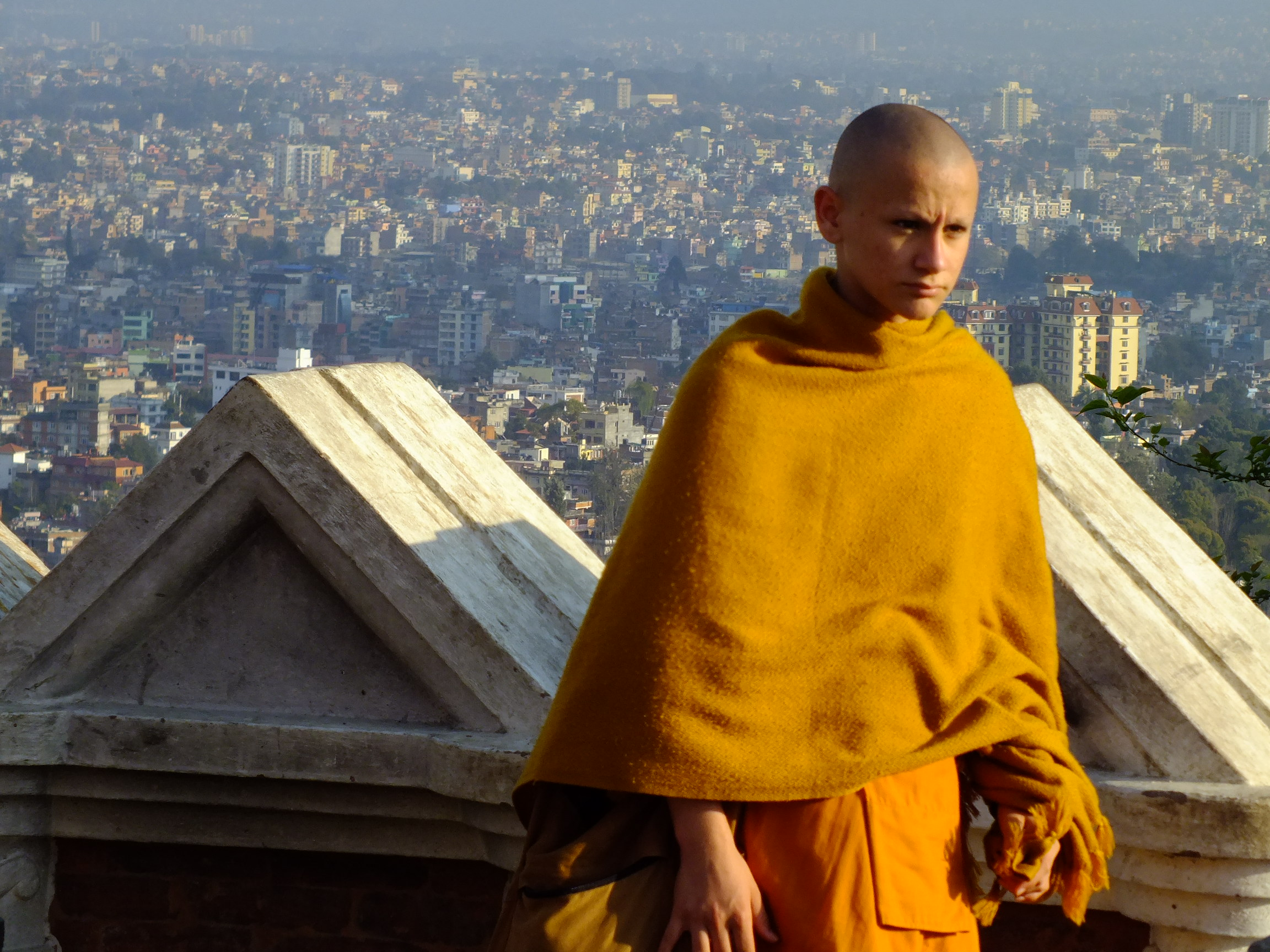
Un monjo de Swayambhunath